# Lodur

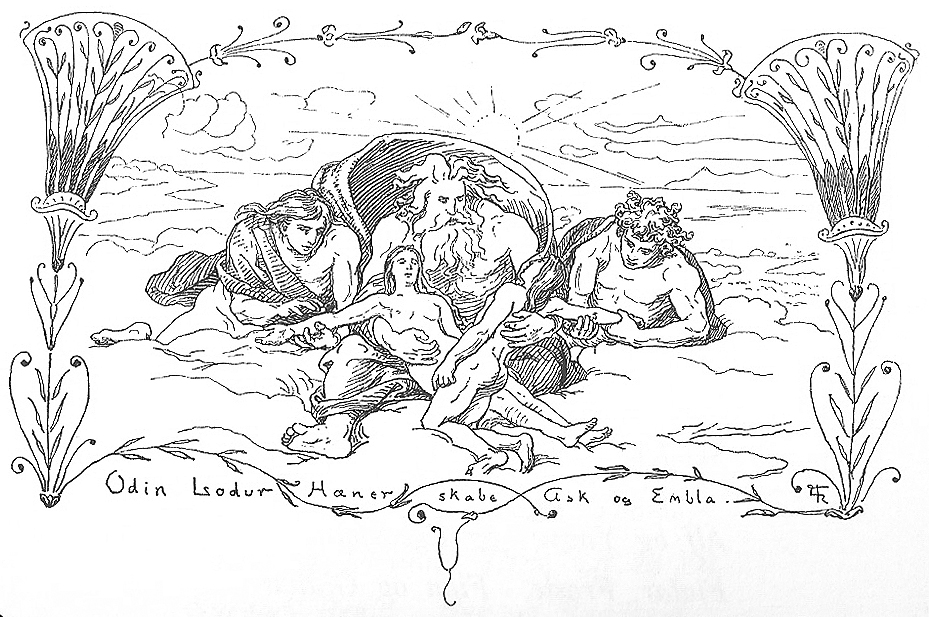
Odin, Hönir und Lodur erschaffen Ask und Embla. Illustration von Lorenz Frølich, 1895

Lodur (altnordisch Lóðurr) ist in der nordischen Mythologie der Name einer Gottheit, der so selten erwähnt wird, dass sich nichts Gewisses über die Gottheit sagen lässt. Man geht davon aus, dass es sich entweder um den Beinamen eines Gottes oder den Namen einer eigenständigen, aber sonst unbekannten Gottheit handelt.
In der eddischen Literatur wird Lodur nur in dem Schöpfungsgedicht Völuspá erwähnt. Danach gingen Odin, Hönir und Lodur am Strand entlang und fanden dort Ask und Embla, aus denen sie die ersten Menschen schufen:

“Unz þrír qvómo ór því liði,
ǫflgir oc ástgir, æsir, at húsi;
fundo á landi, lítt megandi,
Asc oc Emblo, ørlǫglausa.
ǫnd þau né átto, óð þau né hǫfðo,
lá né læti né lito góða;
ǫnd gaf Óðinn, óð gaf Hœnir,
lá gaf Lóðurr oc lito góða.”

„Gingen da dreie aus dieser Versammlung,
Mächtige, milde Asen zumal,
Fanden am Ufer unmächtig
Ask und Embla und ohne Bestimmung.
Besaßen nicht Seele, und Sinn noch nicht,
Nicht Blut noch Bewegung, noch blühende Farbe.
Seele gab Odin, Hönir gab Sinn,
Blut gab Lodur und blühende Farbe.“

Darüber hinaus taucht der Name noch in der Skaldendichtung auf. Im 10. und 12. Jahrhundert gebrauchen zwei Skalden die Kenning Lóðurrs vinr „Lodurrs Freund“ für Odin.
Snorri Sturluson führt in seiner Prosa-Edda in Gylfaginning eine andere Göttertrias auf, die zuerst die Welt und danach die Menschen erschuf: Odin und seine Brüder Vili und Vé. Beiden Dreiheiten ist gemein, dass Odin einer der Götter ist und dass sie bei der Menschenschöpfung dieselbe Rolle übernehmen. Deswegen wurde mitunter vertreten, dass Odins Brüder Entsprechungen von Hönir und Lodur seien. Doch könnte Snorri Sturluson die Weltenschöpfer mit den Menschenschöpfern gleichgesetzt haben, um die nordische Mythologie zu harmonisieren. Möglich auch, dass er mit den schemenhaften Göttern Hönir und Lodur nicht mehr viel anzufangen wusste. Die Handlung der Götter könnte für ihn bedeutsamer gewesen sein als ihre genealogisch-mythische Abstammung.
Lodur kann deswegen eine sehr alte Gottheit sein, deren Mythen zum Zeitpunkt der Niederschrift der Völuspá bereits so verblasst waren, dass nur in der Schöpfungsgeschichte der Name noch formelhaft erhalten blieb.
Lodur kann aber auch der Beiname einer Gottheit sein. Insbesondere in der ersten Hälfte des 20. Jahrhunderts vertrat man in der älteren Forschung die Meinung, dass Lodur ein Beiname des Gottes Loki sei. Nach dieser Ansicht entsprach die Dreiheit Odin–Hönir–Lodur der in der nordischen Überlieferung mehrfach erwähnten Trias Odin–Hönir–Loki. Die Kenning Lodurs Freund habe auch eine Analogie in der Kenning Lopts Freund für Odin, wobei Lopt zweifellos ein Beiname Lokis sei. Teilweise wurde auch vertreten, dass der Runenname Logaþore eine etymologische Brücke von Loki zu Lodur schlage. Jedoch stellt man Logaþore inzwischen mehr zu altenglisch logðor, logeþer „Ränkeschmied“ und „Zauberer“. Letztlich kann die Gleichsetzung von Lodur mit Loki nicht eindeutig belegt werden. Insbesondere spricht dagegen, dass die Rolle des Lebensschenkers kaum zu Loki passen könne, zumal es sein einziger Bezug zu den Menschen wäre. Eine andere Deutung sieht in Lodur einen Beinamen des Gottes Freyr. Leite man Lodur von altnordisch lód „Frucht, Ertrag“ ab, so ergebe sich daraus ein möglicher Beiname des Gottes der Fruchtbarkeit.